# Oswald III van den Bergh
Albert Oswald Frans (Oswald III) van den Bergh (Boxmeer, 5 september 1646 - 's Heerenberg, 20 juli 1712) was graaf van het Land van den Bergh. Hij moet niet verward worden met Oswald van den Bergh (1561-1586), die vaak onterecht 'Oswald III' wordt genoemd. 
Hij was de tweede zoon van graaf Albert van den Bergh (1607–1656) en diens tweede echtgenote Madeleine de Cusance, gravin van Champlitte, dochter van Claude François, baron van Beauvais, en Ernestine van Witthem (1616–1689).
Oswald studeerde in Leuven. In 1661 volgde hij zijn oudste broer Frederik Frans op als graaf van het Land van den Bergh. In 1673 volgde hij zijn jongere broer Willem Leopold op als heer van Dixmuden. Van hem is bekend dat hij een luxe leven als grandseigneur leidde. Hij verbleef meestal op Huis Bergh dat hij had laten herbouwen. 
Oswald III huwde in Rietberg op 31 December 1686 met Maria Leopoldina Catharina, gravin van Oost-Friesland en Rietberg († 1718), dochter van Johan en Anna Catharina van Salm-Reifferscheidt. Hun huwelijk bleef kinderloos. Reeds in 1708 had hij de tweede kleinzoon van zijn zuster Clara, Frans Wilhelm van Hohenzollern, aangewezen als zijn opvolger en enig erfgenaam, onder de voorwaarde dat deze de naam en het wapen van Van den Bergh aan zou nemen. Zijn echtgenote Leopoldina zou het vruchtgebruik houden.
Met Graaf Oswald III stierf het tweede huis Bergh uit het geslacht van der Leck in de mannelijke lijn uit. Het Huis van der Leck heerste bijna 300 jaar over het Land van den Bergh.
Graaf Oswald is begraven in de Sint-Petrusbasiliek van Boxmeer waar de graftombe van hem en zijn echtgenote, vervaardigd door de beeldhouwer Jan-Baptist Xavery nog steeds te bewonderen is. 